# バビロンの空中庭園

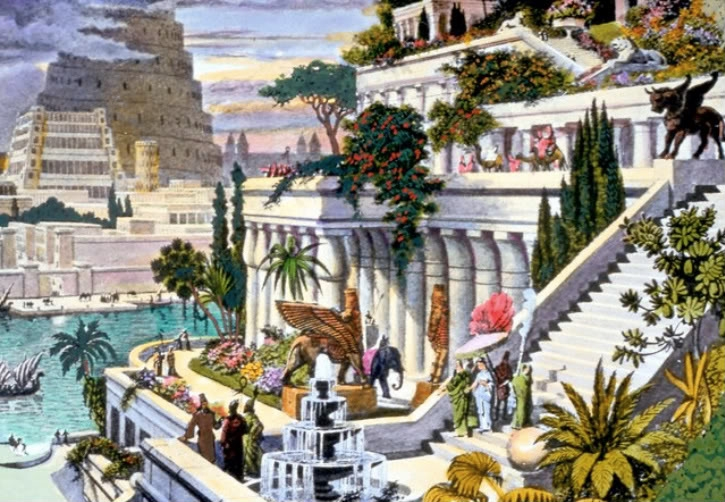
16世紀のオランダ人画家マールテン・ファン・ヘームスケルクの原画をもとにした手彩色版画。新バビロニアの王都バビロンを描いた想像画であり、空中庭園を近景、バベルの塔を遠景として描いている。

バビロンの空中庭園（バビロンのくうちゅうていえん、Hanging Gardens of Babylon）は、古代ギリシアの数学者・フィロンが選んだ「世界の七不思議」の建造物の一つの伝承上の屋上庭園。バビロンの吊り庭園（バビロンのつりていえん）ともいう。
「空中庭園」という訳名からは、重力に逆らって空中に浮かぶ庭園が連想されるが、空中という単語は「吊り下げられた」を意味するギリシャ語 κρεμαστός の訳として当てられたものである。κρεμαστός の指す意味の範囲は広く、木などの植物がテラスのように壁からはみ出た構造物に植えられていることを指す。

## 概説

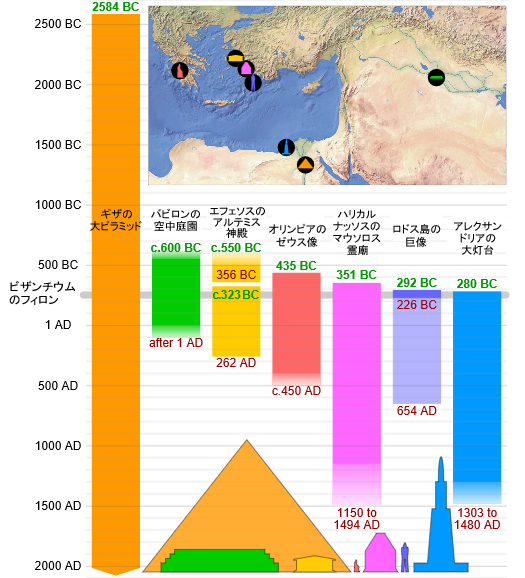
バビロンの空中庭園など、世界の七不思議に関連する年表と地図

バビロンの空中庭園は、古代ギリシア世界の七不思議の1つに数えられ、古代土木技術の偉業とされる。何層もの階段上に庭園が配置され、様々な種類の樹木、つる植物が植えられた。泥れんがを積んで大きな緑の山に似せて造られ、今日のイラクのバービル県ヒッラ付近にあった、古代都市バビロンの中に建設されたと言われている。
言い伝えによると、新バビロニア帝国の王ネブカドネザル2世（治世紀元前605 - 562年）が、彼の妻でメディア王国出身のアミュティス王妃のために、彼の巨大な宮殿の脇に空中庭園を建設したという。望郷の念に囚われた王妃アミュティスは、自分の故国メディアの緑の丘や谷を懐かしみ、彼女の感傷を癒やすためにこの庭園が建設され、人間の業を超えた偉業として知られるようになった。バビロニアの祭司ベロッソスが紀元前290年頃にこの話を記しており、後にフラウィウス・ヨセフスが引用している。
空中庭園は、古代世界の七不思議のうち、位置が確定していない唯一の遺跡である。空中庭園に言及しているバビロニアの文書史料は無く、バビロンにおいてその存在を証明する考古学上の証拠も見つかっていない。このことを説明するため、3つの仮説が提起されてきた。
第1の仮説
これらの話は純粋に神話であって、古代ギリシア・ローマの著述家、例えばストラボン、シケリアのディオドロス、クイントス・クルティウス・ルフスに見られる記述は、東方の園の空想的な理想像を表現しているに過ぎない、とする説。
第2の仮説
それらはバビロンに存在したが、紀元1世紀以降のある時点において、完全に破壊されたとする説。
第3の仮説
言い伝えによれば、アッシリア王センナケリブ（在位紀元前704 - 681年）が建てた庭園は文書による裏付けがあるとされる。その庭園は、ティグリス川沿いにあるアッシリアの首都ニネヴェ（現代のイラクの都市モースル付近）の中に造られたもので、これがバビロンの空中庭園と混同されたとする説。
「吊り下げられた庭園」という誤解があるが、それはギリシア語のkremastosまたはラテン語のpensilisの不正確な翻訳のせいらしい。プリニウスの『博物誌』では言及されているが、ヘロドトスには知られていない。水を汲み上げる方法については、らせん水揚げ機などの説明がされているが決定的ではない。

## 史料
今日までバビロンについての描写が何らかの形で現存している著者として、5人が挙げられる。これらの著者は、空中庭園の規模、全体の設計、給水の方法、建造の目的にまで言及する。
（1）フラウィウス・ヨセフス（西暦37 - 100年）が引用するところによれば、バビロニアのマルドゥク神祭司であるベロッソスは、紀元前290年頃に空中庭園について記している。ベロッソスはネブカドネザル2世の治世について書いており、そしてこれが、ネブカドネザルが空中庭園を建設したとする唯一の史料である。
この宮殿に、彼は石柱で支えた非常に高い歩道を建設した。そして「吊り下げた楽園」と呼ばれる庭を造り、その庭にあらゆる種類の樹を植えてこれを満たし、山岳地域そっくりの眺めを創り出した。彼はこれを、自分の妃を満足させるために行った。なぜなら彼女はメディアで育ち、山岳地域の趣を好んだからである。
（2）シケリアのディオドロス（紀元前60 - 30頃に活動）は、紀元前4世紀頃にクレイタルコス（アレキサンダー大王の歴史家）やクニドスのクテシアスが書いた文書を参考にしたようだ。ディオドロスは、庭園を建設したのはシリアの王であるとしている。彼の述べるところによれば、庭園は正方形で、一辺の長さはおよそ4プレトロン（約120メートル）であるという。庭は階段上の層になっており、最も上の層の庭の高さは50キュービット（約2 - 2.5メートル）。壁の厚さは22フィート（約6.6メートル）で、レンガでできていた。それぞれの層の底部は、大木が根を張るのに充分な深さを備えており、庭園は、近くを流れるユーフラテス川の水により灌漑（かんがい）されていたという。
（3）クイントス・クルティウス・ルフス（西暦1世紀ころに活動）は、おそらくディオドロスと同じ史料を引用している。彼の述べるところによれば、庭園は城塞の頂上に造られ、その外周は20スタディオン（約3.6キロメートル）であるという。彼は、庭園の建設者はシリアの王であるとしている。庭園を建設した理由は、前出の説明と同様、その王妃が故郷を懐かしんだためとしている。
（4）ストラボン（紀元前64年 - 西暦21年）の記述は、おそらく紀元前4世紀にオネシクリトス（アレキサンダー大王の部下で、歴史家）の文書（現存しない）に基づいていると思われる。彼の述べるところによると、庭園の柱や地下室はレンガで作られ、四隅を柱で支え高く据えた立方体のテラスに土を盛って庭を構成し、その上にアーチ上の屋根が架けられていた。また、庭園は、ユーフラテス川から庭園へとつながるアルキメデスのらせんにより灌漑されていたという。
（5）最後の古典的な史料は、他の史料とは独立していると考えられている。「世界の7不思議の手引」であるが、この本はビザンチウムのフィロンによって書かれたものではなく、西暦4-5世紀に活躍した、同名の他の人物によるものである。スクリューによって水をくみ上げる方法は、ストラボンが描写したものと一致する。著者は、広大な範囲に大量の土を用いて築き上げたその土木工学と創意工夫に驚嘆している。庭園の高さは周囲の地面よりもはるかに高く、庭園建設のために用いられた土は膨大な量に及ぶ。また、著者は灌漑の技術についても賞賛している。

## 学問と論争

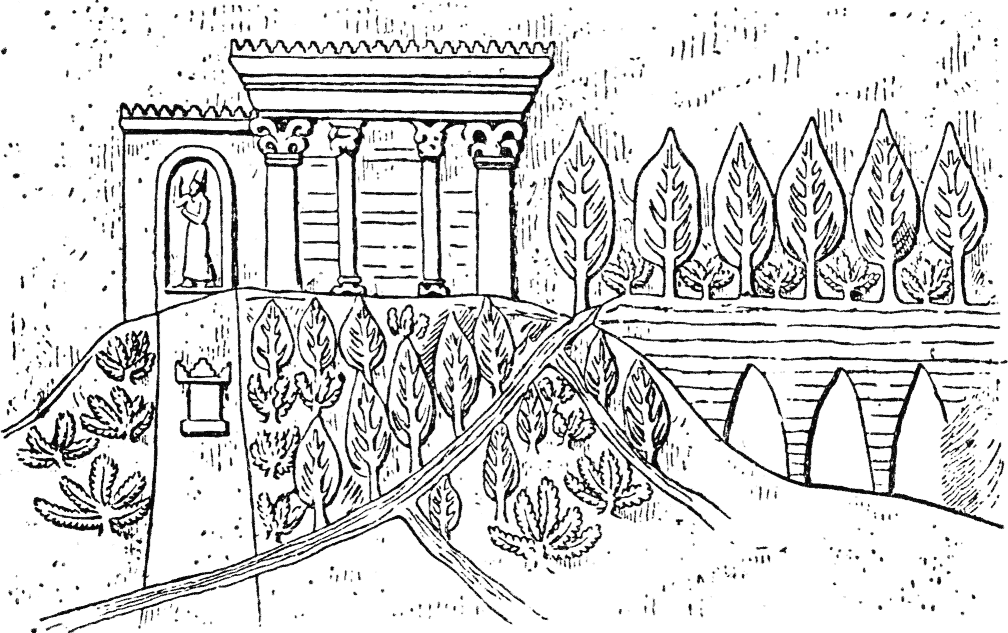
アッシュールバニパル（紀元前669 - 631年）のニネヴェの宮殿（北部）の浮き彫りの写し。水路により給水されている、贅沢な庭園が描かれている。

同時代のバビロニアの史料の中に証拠となるものが無いため、空中庭園が実存した建築物なのか、あるいは空想の産物なのかについては議論が分かれている。また、メディアあるいはペルシアとの政略結婚はそれほど珍しくなかったにもかかわらず、ネブカドネザルの妻アミュティス（あるいは他のいかなる妻）についても全く言及が無い。ネブカドネザルの事業について多くの記録が存在するが、彼の長大な碑文は、庭園について全く言及しないのである。
また、ヘロドトスは、その著作「歴史」の中でバビロンについて書いているが、空中庭園については何ら触れていない。
今のところ、バビロンにおいて、空中庭園に関する考古学的な証拠は何も発見されていない。ユーフラテス川の下に証拠が埋もれているという可能性はあり得るが、現時点で、安全に川を発掘することは不可能である。ネブカドネザル2世の時代には、川は現在の場所よりも東を流れていた。そして、バビロンの西岸部分についてはほとんど知られていない。ロバート・ローリンジャーは、次のような考えを提案している。ベロッソスは政治的な理由により、庭園がネブカドネザルによるものと考えた。そしてベロッソスは、どこか他の場所の伝説を借りてきた、というのである。
最近の学説では、バビロンの空中庭園は実際に建設されたとする。ただし、それはバビロンではなく、アッシリア王センナケリブ（治世紀元前704 - 681年）が、その首都ニネヴェの宮殿内に建設したものとしている。何世紀も経つ間に、センナケリブの宮殿の広大な庭園が、ネブカドネザルの時代にバビロンに存在したものと勘違いされたのだ、とステファニー・ダリーは断定する。センナケリブに捧げられた広大な給水システムが、最近、ニネヴェで発掘された。ダリーはそれを、総延長80キロメートルにも及ぶ運河、ダム、水路などの給水システムの一部であるとしている。また、庭園の上部に水を揚げるために、らせん式揚水装置が用いられた。
最近、アッカド語の碑文の解読技術がめざましく発展していることも、ダリーの主張を支えている。彼女の主な論点・主張のポイントは：
- 「バビロン」という名前は、「神の門」を意味し[23]、いくつかのメソポタミアの都市において用いられている[24]。センナケリブは都市の門の名前を神々の名前にちなんで命名し直しており[25]、彼が自分の都市が神の門になることを願っていたことを示唆している。
- ヨセフスだけがネブカドネザルが庭園を建設したと述べている。しかし、ネブカドネザルは数多くの碑文を残しているが、どれ1つとして庭園や工学的な事業について触れていない[26]。シケリアのディオドロスやクレイタルコスは、それを築いたのは「シリア」の王であると明記している。
- 対照的に、センナケリブは碑文を残しており[27]、考古学的にも彼の水道事業に関する証拠が残されている[28]。彼の孫であるアッシュルバニパルは、その宮殿の壁に、生い茂る庭を描いた彫刻の壁画を残している[29]。
- センナケリブは彼の新しい宮殿と庭を「全ての人々にとって素晴らしいもの」と呼んでいる。彼はまた、庭に水を揚げるためのスクリューを造り、動かしている絵を残している[30]。
- 古典時代の著者たちの描写は、これらの考古学的記録と一致する。紀元前331年、ガウガメラの戦いの直前に、アレクサンダー大王はジャーワンの水道橋の近くに4日間宿営した[31]。彼の遠征に同行した歴史家には、それらの遺跡を調べ、ギリシア語で記録するための充分な時間があったはずである。これらの記録は現存していないが、後世のギリシア人の著者たちに引用されている。

## ニネヴェの空中庭園

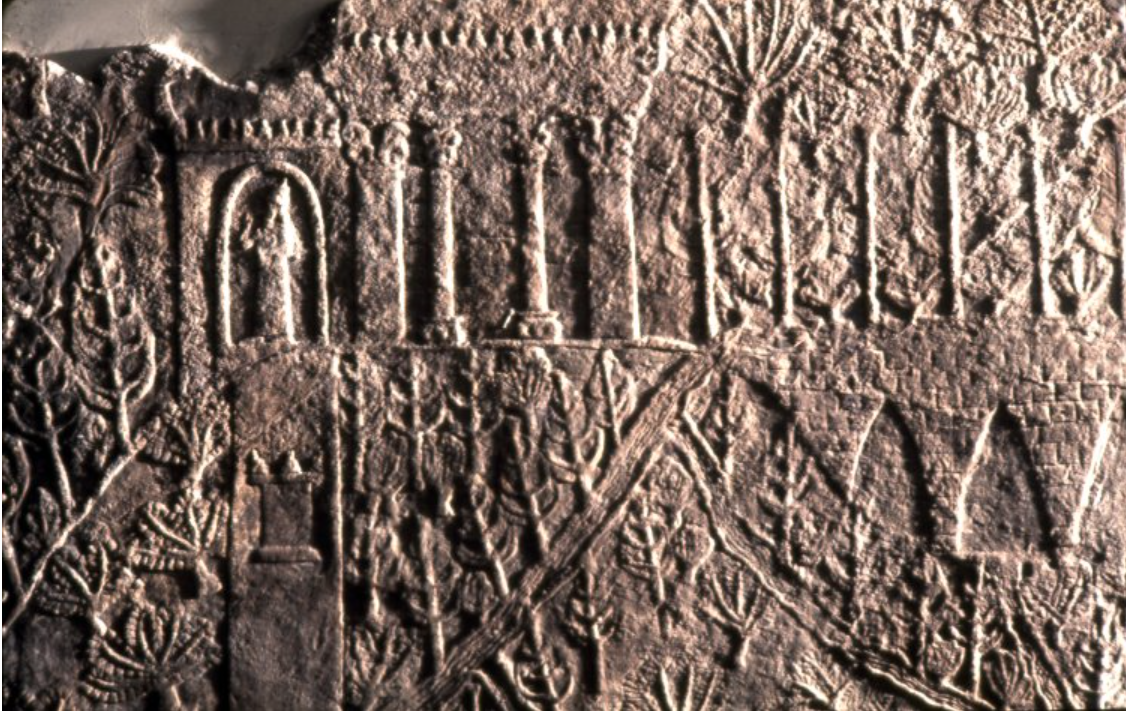
写真は、上に写しを掲げた、アッシリアの壁画のオリジナル。ニネヴェの庭園の様子を表している（イラク、モスル）

センナケリブの空中庭園もまた、世界の不思議として数えられてもよい。その理由は、ほこりまみれの灼熱の景色に1年を通して浮かぶ、青く生い茂るオアシスだからというだけではない。庭園を維持するための、驚嘆すべき灌漑技術による。
アッシリアには、王宮の庭園を建設する伝統があった。アッシュルバニパル2世（紀元前883 - 859年）は山を切り拓いて運河を築き、果樹園を整備した。史料で言及される樹種としては松、糸杉、ビャクシン、アーモンド、ナツメヤシ、黒檀、紫檀、オリーブ、オーク、ギョリュウ、くるみ、テレビン、トネリコ、モミ、ザクロ、西洋梨、マルメロ、イチジク、ぶどうが挙げられる。
センナケリブは、メソポタミアの王としては唯一、彼の妻への愛を記録として残している。センナケリブの宮殿において、堤防を補強するための多くの石灰岩についてセンナケリブは述べている。宮殿の一部はオースティン・ヘンリー・レイヤードによって19世紀半ばに発掘された。彼の城塞の図面は、センナケリブの庭園が城塞内のどこかにあったことを示しているが、その位置は特定されていない。なぜなら現在、その場所は軍事基地として使用されているからである。このため、追加調査は困難なものとなっている。
アッシュルバニパルの壁の浮き彫りには繁茂する庭園が描かれている。オリジナルの壁画1枚と、他の壁画の写しが大英博物館に所蔵されているが、どちらも展示されていない。古代の著述家が述べている、庭園の特徴のうちのいくつかは、これらの壁画において確認することができる。
庭園への灌漑を行うため、都市ニネヴェへの給水方法にはより先進的な技術が要求された。山々から流れる運河の延長は50キロメートルを超えた。センナケリブは、これらの給水を実現するために採用した技術を誇っており、彼の碑文において、そのうちのいくつかを記載している。彼の碑文の中では、バビヤン Bavian（キニス Khinnis）の上流に設置された、自動的に放水する水門のことが述べられている。ジャーワンの谷を渡る巨大な水道橋を建設するために、彼は飾りを施した石を用いたが、その数は200万を超えた。石で造られた水道橋はアーチ構造をしており、セメントで防水された。碑文にはこう書かれている：
センナケリブ。世界の王にしてアッシリアの王。遙かな距離を越え、私は水路を築いた。いくつもの水を集め、水路はニネヴェの近郊に至る。・・・。私は、険しい谷々を越えるため、白い石灰岩で造った水道橋を架け、その橋の上に水を流した。
センナケリブは、自分が初めてロストワックス（鋳造）製法を実現したと主張している。彼は、その技術により、30トンに及ぶ記念碑的な青銅の鋳物を製造した。
センナケリブは、高所に位置する彼の庭園に水を引くことができた。なぜなら、より高い山から水を引いていたからである。彼はらせん状の機械を用いて、さらに高い場所に水を揚げた。これにより彼は、地面よりもはるかに高い位置に庭園を造ることができた。彼は、庭園の最上段のテラスの上に、大きな樹を植えた。そしてその眺めは、人々を驚かせ、芸術的とも言える印象をもたらした。それは、彼以前の王たちを超越するものであった。彼自らが言うところの、「全ての人々にとって素晴らしいものを建てた」という主張も決して誇張ではない。

## 関連作品
- ドキュメンタリー『古代テクノロジーを解明せよ』第5回「バビロンの空中庭園」（製作:1999年、BBC）BS朝日番組公式HP - シリンダー式水汲み機を用いた水源確保について検証。